# FN Minimi
De FN Minimi is een licht machinegeweer voorzien van een verstelbare voorsteun, en is beschikbaar in 2 versies: met vaste kolf (M1) of met een inschuifbare kolf (M3). De Minimi (mini-mitrailleuse) werd in de vroege jaren 80 ontwikkeld door FN Herstal. In 1982 begon de massaproductie in de Belgische fabrieken, maar ondertussen was het wapen met enkele aanpassingen ook al overgenomen door het Amerikaanse leger onder de naam M249 Squad Automatic Weapon.
Door de jaren heen verkreeg de Minimi de reputatie extreem betrouwbaar te zijn, met toch een grote vuurkracht. Daardoor is dit machinegeweer een groot succes.

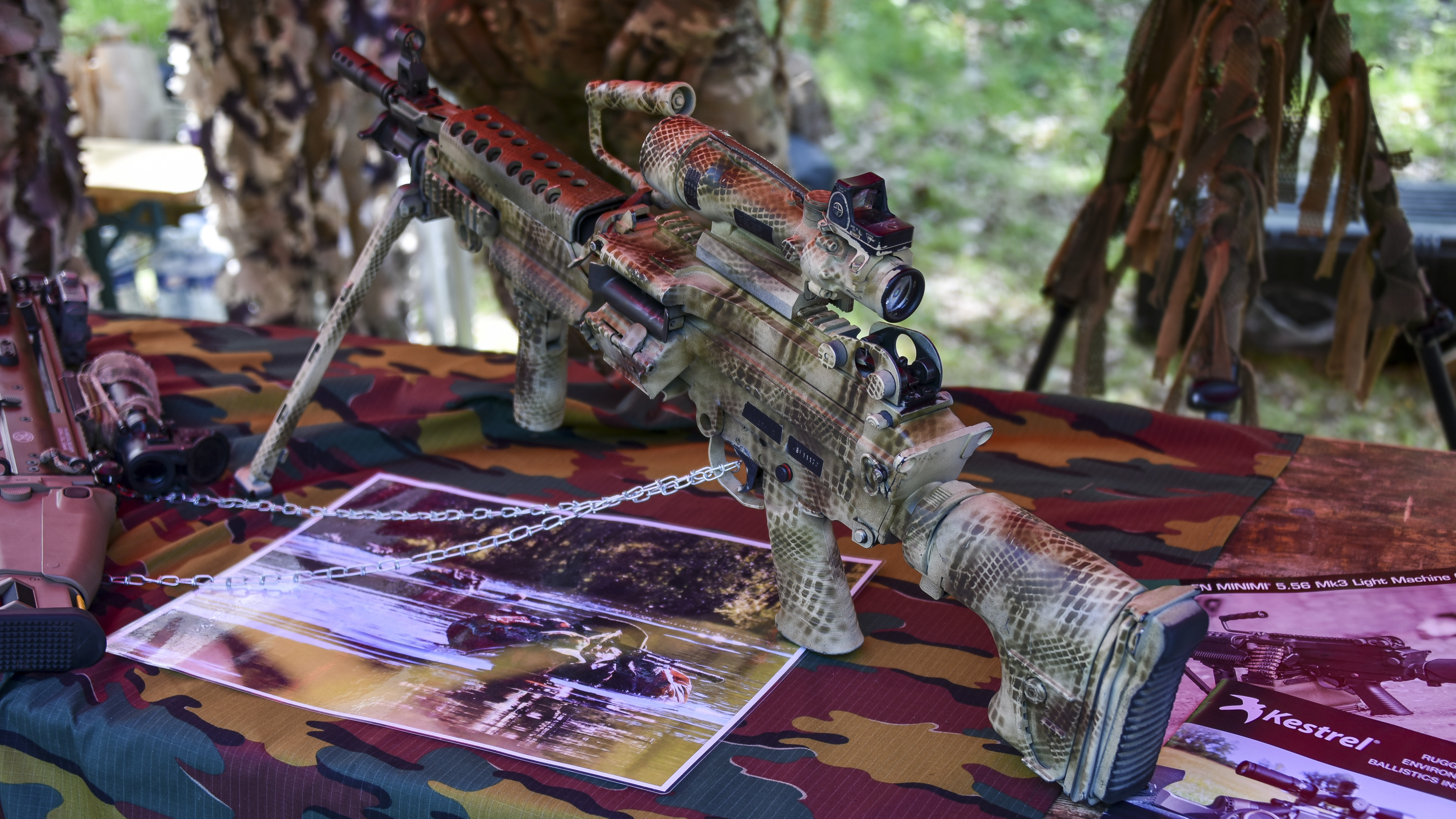
Minimi MK3

Het wapen kan gevoed worden door bandgeschakelde munitie, door middel van een 100-schotspatroonbandtas of door een 200-schotspatroonbandhouder of door een standaard-NATO-30-schotspatroonmagazijn.

## Technische gegevens
GebruikLichte mitrailleur
Gegevens
- Gewicht: 6,870 kg
- Lengte: 1.040 mm
- Fabrikant: FN Herstal BE
- Kaliber: 5,56 mm
- Aantal trekken: 6 rechtse trekken
- Voeding: lader en banden met schakels
- Capaciteit: lader FNC type 30, flexibele lader 100, kaki doos 200
- Effectieve dracht: 400 m
- Vuurkadans: tussen 900 & 1100/min

Munitie
- 5.56 BLANK
- 5.56 BALL
- 5.56 TRAC

MikorganenInstelbaar vizieroog met regelbare korrel
WerkingAutomatisch wapen met gasontlening

## Invoering in Nederland
In 1995 begon het Nederlandse leger met de zoektocht naar een vervanger van de FN MAG. Aan dit nieuwe wapen werden de volgende eisen gesteld:
- Kaliber 5,56×45mm NAVO
- Mogelijkheid tot monteren van optische richtmiddelen en nachtkijkers
- Een zo laag mogelijk gewicht
- Te vervoeren en bedienen door één man

Na een voorstudie kwam men tot een "shortlist" van drie wapens: de Negev van het Israëlische IMI, de Ares van het Amerikaanse KAC, en de Minimi van het Belgische FN.
Aangezien de Ares nog niet geproduceerd kon worden en er enkel prototypes waren, viel deze snel af. Hierna werden zowel de Negev als de Minimi aan technische en operationele beproevingen onderworpen.
Om politieke redenen was de Minimi in het voordeel: dit wapen wordt in België, een NAVO-land, geproduceerd, terwijl Israël niet tot de NAVO behoort.
In het voorjaar van 2000 werd zodoende besloten tot invoering, en op 5 juni werd het contract getekend.
Het in Nederland ingevoerde model is de Minimi Mk2 Para. In totaal werden 1791 machinegeweren aangekocht, met 1771 dag- en 1379 nachtkijkers. Dit waren respectievelijk de modellen 6× Diemaco/Elcan Highmag en 4× Pilkington Kite.

## Gebruik
- Britse troepen gebruiken de standaard- en de para-variant respectievelijk L108A1 en L110A1 genoemd. In een groep van 8 soldaten zijn er 2 minimi-schutters (1 per sectie van 4)
- Amerikaanse troepen gebruiken het para-model onder de naam M249 SAW (Squad Automatic Weapon). In een element van 3-5 soldaten is er één SAW-schutter
- Reguliere Belgische eenheden gebruiken de standaard-versie, para-commando eenheden de para-versie. Er zijn 2 minimi-schutters in een sectie van 6 soldaten (1 per element van 3)
- Nederlandse legereenheden gebruiken de para-variant, de "mini-mi", in een uitgestegen groep van 8 soldaten zijn er 2 minimi-schutters, 1 per element van 4. Ook bij de Luchtmobiele Brigade zijn er 2 minimi-schutters per groep.[2] Tevens wordt er bij de schutters een fore-grip geleverd.
- Canadese troepen gebruiken de minimi onder de naam C9 (C9A1, C9A2). Met 2 minimi-schutters per sectie.
- Andere landen waar de Minimi in gebruik is: Argentinië, Australië, Brazilië, Chili, Filipijnen, Frankrijk, Griekenland, Ierland, Indonesië, Israël, Italië, Japan, Koeweit, Litouwen, Maleisië, Mexico, Marokko, Nepal, Nieuw-Zeeland, Noorwegen, Oost-Timor, Peru, Polen, Saoedi-Arabië, Slovenië, Sri Lanka, Taiwan, Thailand, Venezuela, Verenigde Arabische Emiraten, Zweden, Zwitserland

## Berucht wapen
In 2002 ontstond er ophef rond een wapenlevering van 2,35 miljoen dollar aan Nepal. Aangezien dat land onstabiel was, en dat mensenrechten in Nepal geschonden werden, was er veel kritiek op de levering van de Minimi's. Dit leidde toen in België tot het onderbrengen van de wapenexport bij de gewestelijke deelregeringen.